# Национальная нерудная компания
«Национальная нерудная компания» (ННК) — российский холдинг, занимающийся добычей нерудных полезных ископаемых, один из крупнейших производителей щебня в стране. Принадлежит сооснователю строительной компании ПИК Юрию Жукову. 
Холдинг строился на основе подразделения «ПИК-неруд», поставлявшего щебень для головной компании. В 2008 или 2009 годах подразделение было выделение в отдельную компанию Жукова, имея главным активом Сангалыкский диоритовый карьер. Вскоре ННК начала активно скупать других добытчиков нерудных материалов. Приобретение самого ценного актива ННК, «Павловск Неруд» на Шкурлатовском месторождении гранитов, сопровождалось продолжительным скандалом. Совладелец ОАО «Павловскгранит», второго по величине производителя щебня в России, Сергей Пойманов получил контроль над ним в 2008 году, когда с помощью кредита «Сбербанка» выкупил долю Сергея Мамедова. Вскоре, по общепринятой версии, он не смог обслуживать кредит и потерял «Павловскгранит», акции которого были обеспечением кредита. «Сбербанк» потребовал досрочно вернуть заимствованные средства, а вскоре выдал кредит на приобретение заложенных активов «Павловскгранита» контролируемому Жуковым ООО «Атлантик». Пойманов придерживался версии, что произошедшее было рейдерским захватом, и в 2014 году Жукова арестовали по обвинению в принуждении к совершению сделки. В результате продолжительных судебных разбирательств в России и США Пойманов был признан банкротом и осуждён.
В 2016 году ННК попыталась купить выставленную на торги «Первую нерудную компанию», крупнейшего производителя щебня в России и основного поставщика РЖД. Однако ННК и другой потенциальный покупатель безосновательно (по их мнению) не были допущены к торгам, которые выиграл Артём Чайка, сын генерального прокурора. В 2020 году ННК приобрёл Новосибирское карьероуправление, крупнейшего добытчика строительного камня в Сибири. Этой покупкой холдинг довёл свою долю на рынке российского щебня до 11 — 12 %.

## Подразделения
- Сычёвский производственно-технологический комбинат (Сычёво, Московская область)
- Вяземский щебёночный завод (Вязьма, Смоленская область)
- Хромцовский карьер (Хромцово, Ивановская область)
- Сортавальский дробильно-сортировочный завод (Кирьявалахти, Республика Карелия)
- Онега Неруд (Покровское, Архангельская область)
- Павловск Неруд (Елизаветовка, Воронежская область)
- Орское карьероуправление (Орск, Оренбургская область)
- Новокиевский щебёночный завод (Новорудный, Оренбургская область)
- Биянковский щебеночный завод (Миньяр, Челябинская область)
- Сангалыкский диоритовый карьер (Мансурово, Республика Башкирия)
- Комбинат строительных материалов (Богданович, Свердловская область)
- Каменные карьеры № 2 — 4 (Тогучинский район, Новосибирская область)
- Новобибеевский карьер (Новобибеево, Новосибирская область)
- Искитимский карьер (Искитим, Новосибирская область)
- Медведский карьер (Медведское, Новосибирская область)
- Шайдуровский карьер (Шайдурово, Новосибирская область)